# 明日! (歌曲)
「明日!」（ドイツ語: Morgen!）作品27-4は、リヒャルト・シュトラウスが1894年に作曲した歌曲。タイトルの「Morgen!」は、「明日!」「あした!」「あした」「あしたには!」「明日（あす）の朝」など、さまざまに訳されている。

## 概説
新婚の妻パウリーネのために書かれたと伝えられる「4つの歌曲」作品27の締めくくりに位置する。シュトラウスの作品のなかでも特にロマンティックなものの一つとされ、知名度も高い。簡素ながら、非常に繊細な美しさを持った作品で、ジェラルド・ムーアは著書『歌手と伴奏者』のなかで、「『壊れものにつき、取扱注意』のラベルを張るべきである」と述べている。
ジョン・ヘンリー・マッケイによるテクストは、明日、輝く太陽のもとで、愛し合う二人が再び一つになるだろう、というきわめて希望に満ちた愛の詩で、やや感傷的であるが、儚く、繊細な詩である。シュトラウスもそれを受けて、繊細の極みといってよい音楽をつけた。Langsam, sehr getragen（ゆるやかに、きわめて落ち着いて）、ト長調、4/4拍子。最初のフレーズが解決しないうちに、歌がサブドミナントで入ってくる開始は非常に印象的である。
作曲者自身による管弦楽編曲もあり、そこでは、一貫してアルペッジョをハープが、主旋律を独奏ヴァイオリンが受け持っている。

## 原詩全文
Morgen!
John Henry Mackay
Und Morgen wird die Sonne wieder scheinen,

und auf dem Wege, den ich gehen werde,

wird uns, die Glücklichen, sie wieder einen

inmitten dieser sonnenatmenden Erde...

Und zu dem Strand, den weiten, wogenblauen,

werden wir still und langsam niedersteigen.

Stumm werden wir uns in die Augen schauen,

und auf uns sinkt des Glückes stummes

Schweigen...